# Kristall Saratow
 Kristall Saratow  (russisch Кристалл Саратов) ist ein Eishockeyklub der russischen Stadt Saratow. Die Mannschaft spielt seit 2017 in der drittklassigen Wysschaja Hockey-Liga B.

## Geschichte
Der Verein wurde 1946 als Bolschewik Saratow gegründet.
In der Saison 1966/67 gelang der Aufstieg in die zweitklassige Liga, in der die Mannschaft in den Jahren 1974 und 1976 den Meistertitel gewann.
Von 1998 bis 2010 spielte Kristall Saratow ununterbrochen in der zweitklassigen Wysschaja Liga. 2010 wurde der Verein in deren Nachfolgeliga Wysschaja Hockey-Liga aufgenommen und fungierte zeitweise als Farmteam des KHL-Teilnehmers Neftechimik Nischnekamsk. Während der Saison 2016/17 musste sich der Verein aufgrund finanzieller Probleme vom Spielbetrieb zurückziehen.
Seit 2017 spielt die erste Mannschaft in der drittklassigen Wysschaja Hockey-Liga B.